# الکساندر کلیتسپرا
الکساندر کلیتسپرا (انگلیسی: Alexander Klitzpera؛ زادهٔ ۱۹ اکتبر ۱۹۷۷) بازیکن فوتبال اهل آلمان است.
از باشگاه‌هایی که در آن بازی کرده‌است می‌توان به باشگاه فوتبال آرمینیا بیله‌فلد، باشگاه فوتبال آلمانیا آخن، باشگاه فوتبال اف‌اس‌وی فرانکفورت، باشگاه فوتبال وولفسبورگ، و باشگاه فوتبال بایرن مونیخ ۲ اشاره کرد.
وی همچنین در تیم‌های ملی فوتبال زیر ۲۱ سال آلمان و زیر ۲۳ سال آلمان بازی کرده‌است.